# Семинский, Олег Валерьевич
Олег Валерьевич Семинский (укр. Олег Валерійович Семінський; род. 20 декабря 1973, Белая Церковь, Киевская область) — украинский предприниматель, бывший руководитель и действующий акционер крупнейшей частной газодобывающей компании ЧАО «Нефтегаздобыча», народный депутат Украины 9-го созыва («Слуга народа»).

## Биография

### Ранние годы и образование
Родился 20 декабря 1973 года в г. Белая Церковь Киевской обл.
В 1998 году окончил Киевский национальный экономический университет, специальность «магистр управления международным бизнесом».
В 2003 году окончил Ивано-Франковский национальный технический университет нефти и газа, специальность «Горный инженер добычи нефти и газа».

### Карьера
1991—1992 гг. — консультант в ассоциации «Геос».
1999—1993 гг. — консультант-переводчик МКП «Днепр».
1993—1996 гг. — заместитель директора по внешнеэкономическим связям ФСН «Фистаг-Виктория».
1997 — экономист отдела финансовых инвестиций Украинской государственной кредитно-инвестиционной компании.
1998—2000 гг. — ведущий специалист отдела корпоративного управления АК «Госинвест Украины».
2000—2003 гг. — и. о. председателя правления ЗАО «Укрнефтегазтехнология».
2003—2011 гг. — генеральный директор ЗАО «Нефтегаздобыча».
2011—2013 гг. — председатель правления ЗАО «Нефтегаздобыча».
2015—2019 гг. — заместитель директора ООО «Дилайс».
2017—2019 гг. — координатор проекта ООО «Стюарт Флоат Гласс».

### Политическая деятельность
Народный депутат Украины IX соз. от партии «Слуга народу», и. о. № 205, Деснянский район, часть Новозаводского района Чернигова.

### Похищение
В феврале 2021 года Служба безопасности Украины и Офис генпрокурора раскрыли резонансное похищение в 2012 году руководителя компании «Нефтегаздобыча» Олега Семинского, который теперь является народным депутатом от «Слуги народа» и заместителем председателя комитета Рады по вопросам энергетики и жилищно-коммунальных услуг.
На сегодняшний день, ДТЭК владеет 75% Нефтегаздобычы. Остальными 25% владеет компания Salazie B.V., принадлежащая семье Рудковский. Последний не продали этот пакет акций. Акции «Нефтегаздобыча» оценивают в 150 млн долл.

## Парламент
Заместитель председателя Комитета Верховной Рады Украины по вопросам энергетики и жилищно-коммунальных услуг. Член Украинской части Парламентского комитета Украинской части Парламентского комитета ассоциации. Заместитель сопредседателя группы по межпарламентским связям с Швейцарской Конфедерацией. Заместитель сопредседателя группы по межпарламентским связям с Японией. Член группы по межпарламентским связям с Канадой. Член группы по межпарламентским связям с Турецкой Республикой. Член группы по межпарламентским связям с Соединёнными Штатами Америки. Член группы по межпарламентским связям с Республикой Польша. Член группы по межпарламентским связям с Французской Республикой. Член группы по межпарламентским связям с Государством Израиль
Соавтор ряда законопроектов, один из главных разработчиков проекта закона №3356-д об обязательном использовании жидкого биотоплива (биокомпонентов) в транспортной отрасли, который принят в первом чтении.
Согласно данным общественной сети «Опора» является одним из самых дисциплинированных нардепов с одним из крупнейших уровней поддержки инициатив Президента.
В должности народного депутата Украины активно работает в избирательном округе, привлекая на округ многомиллионные субвенции из Государственного бюджета Украины.

## Благотворительность
Олег Семинский активно занимается благотворительностью. Финансирует ряд социальных инициатив.
Активно сотрудничает с благотворительным фондом «Сердце к сердцу».

## Завод флоат-стекла
Ещё до избрания в народные депутаты Олег Семинский активно способствовал внедрению проекта строительства первого в Украине завода по производству флоат-стекла.

## Семейное положение
Разведён.